# Distrito de San Francisco de Ravacayco
El Distrito de San Francisco de Rivacayco es uno de los ocho distritos que conforman la Provincia de Parinacochas, ubicada en el Departamento de Ayacucho, (Perú).

## Historia
El distrito fue creado mediante Ley No.13421 del 23 de abril de 1960, en el gobierno del Presidente Manuel Prado Ugarteche. Su capital es el centro poblado de San Francisco de Rivacayco.

## División administrativa

### Centros poblados & Anexos
- Urbanos y Anexos

1.-Rivacayco    [Urbano]
2.-Cascara        
3.-Sahuricay    
4.-Huallhua     
5.-Patachaco    
6.-Quirahuaito  
7.-Atanque      
8.-Cercaymarca  
9.-Suchmani     
10.-timpuya     
11.-Sanquiloma  
12.-Belenga     
13.-Chahuaya    
14.-Ccalaccha

## Autoridades

### Municipales
- 2023 - 2026[2]
  - Alcalde: David Canales Chiara.
  - Regidores:

  1. 1
  2. 2
  3. 3
  4. 4
  5. 5

Alcaldes anteriores
- 2019 - 2022: Luis Fernando Rivera Cárdenas